# Кашина Черина ди Сото (Милано)
Кашина Черина ди Сото је насеље у Италији у округу Милано, региону Ломбардија.
Према процени из 2011. у насељу је живело 14 становника. Насеље се налази на надморској висини од 92 м.